# Emmanuel Kofi Fianu
Emmanuel Kofi Fianu SVD (Tegbi perto de Keta, Gana, 14 de junho de 1957) é um ministro ganense e bispo católico romano de Ho.
Emmanuel Fianu juntou-se aos Missionários Steyler e recebeu o sacramento da ordenação sacerdotal em 14 de julho de 1985.
O Papa Francisco o nomeou Bispo de Ho em 14 de julho de 2015. Foi ordenado bispo pelo Presidente do Pontifício Conselho Justiça e Paz, Peter Turkson, em 3 de outubro do mesmo ano. Os co-consagradores foram seu antecessor Francis Anani Kofi Lodonu e o Núncio Apostólico em Gana, Dom Jean-Marie Speich.